# اوتوپه
شهر اوتوپه (به رومانیایی: Otopeni) در شهرستان ایلفو در کشور رومانی واقع شده‌است. جمعیت این شهر ۱۰٬۵۱۵ نفر  است.